# Dieter Schilling (Mediziner)
Dieter Schilling (* 2. Dezember 1963 in Worms) ist ein deutscher Mediziner. Er ist Ärztlicher Direktor am Diakonissenkrankenhaus Mannheim sowie Ärztlicher Direktor am Theresienkrankenhaus und St. Hedwig-Klinik Mannheim.

## Ausbildung
Dieter Schilling machte 1983 am Rudi-Stephan-Gymnasium in Worms sein Abitur. Nach einem Zivildienst im Rettungsdienst des DRK (Deutsches Rotes Kreuz), Kreisverband Worms, studierte er zunächst Anthropologie, Publizistik und Politikwissenschaft an der Johannes Gutenberg-Universität Mainz. Von 1985 bis 1991 absolvierte er dort ein Studium der Humanmedizin und erlangte 1992 die Approbation als Arzt. 1992 promovierte er zudem an der Johannes-Gutenberg-Universität Mainz mit dem Thema: "Digitale Subtraktionsangiographie zur Darstellung aortokoronarer Venenbypässe". Ebenfalls an der Universität Mainz habilitierte er 2004 für das Fach Innere Medizin mit dem Thema: "Helicobacter pylori Infektion: Prävalenz und klinische Bedeutung bei Mitarbeitern eines Großbetriebes der Chemischen Industrie".

## Beruflicher Werdegang
1993 bis 1997 war Schilling Assistenzarzt am Klinikum der Stadt Ludwigshafen, erlangte dort 1997 die Anerkennung als Arzt für Innere Medizin. 2000 erwarb er die Zusatzbezeichnung Notfallmedizin. Im November 2000 wurde er an diesem Klinikum Leiter des Ernährungsteams und zuständiger Oberarzt der Medizinischen Klinik C für die Medizinische Intensivstation. 2003 erwarb er die Teilgebietsbezeichnung Gastroenterologie sowie 2004 das Zertifikat Gastroenterologische Onkologie der DGVS (Deutsche Gesellschaft für Gastroenterologie, Verdauungs- und Stoffwechselkrankheiten). 2006 wurde er zum Chefarzt der Medizinischen Klinik II am Diakoniekrankenhaus Mannheim GmbH ernannt, 2009 dann dort zum Ärztlichen Direktor. 2012 ernannte ihn die Medizinische Fakultät Mannheim der Universität Heidelberg zum außerplanmäßigen Professor. 2020 erfolgte zusätzlich zur Position des Ärztlichen Direktors am Diakoniekrankenhaus Mannheim die Ernennung zum Ärztlichen Direktor Theresienkrankenhaus und St. Hedwig Klinik Mannheim.

## Arbeitsgebiete
Schilling ist Facharzt für Innere Medizin und untersucht und behandelt Krankheiten in den Bereichen Gastroenterologie, Gastroenterologische Onkologie, Hepatologie, Stoffwechselkrankheiten, Ernährungsmedizin, Viszeralmedizin. Seine medizinischen Schwerpunkte liegen in der wenig invasiven interventionell endoskopischen Therapie von Erkrankungen des Magen-Darm-Traktes (Verdauungstrakt), der Leber und der Bauchspeicheldrüse. Er ist Autor oder Mitautor von über 100 Zeitschriften- oder Buchbeiträgen sowie Mitglied der Schriftleitungen der Zeitschriften "Gastroenterologie" und auch der Zeitschrift "Gastro-News" des Springer-Verlags Heidelberg.

## Mitgliedschaften in wissenschaftlichen Vereinigungen
Schilling ist Mitglied in zahlreichen wissenschaftlichen Vereinigungen. So ist er Vorstandsmitglied der "Arbeitsgemeinschaft Leitender gastroenterologischer Krankenhausärzte" (ALGK), Vorstandsmitglied der "Stiftung Lebensblicke", Sekretär der "Südwestdeutschen Gesellschaft für Gastroenterologie", im Beirat der Sektion Endoskopie der "Deutschen Gesellschaft für Gastroenterologie, Verdauungs- und Stoffwechselkrankheiten" (DGVS) sowie Mitglied der Endoakademie.

## Privates
Schilling ist verheiratet und hat drei Kinder.

## Werke
- Prävention gastroenterologischer Tumorerkrankungen. Springer 2020, ISBN 978-3-662-58879-6.
- Obere Gastrointestinale Blutung; Refluxkrankheit und Barrett Ösophagus; Untere gastrointestinale Blutung; Benigne Gallengangsstenosen. Thieme 2007, ISBN 978-3-13-158361-1